# Hemingbrough
Hemingbrough är en ort och civil parish i Storbritannien.   Den ligger i grevskapet North Yorkshire och riksdelen England, i den centrala delen av landet, 260 km norr om huvudstaden London. Hemingbrough ligger 9 meter över havet och antalet invånare är 1 667.
Terrängen runt Hemingbrough är mycket platt. Runt Hemingbrough är det ganska tätbefolkat, med 134 invånare per kvadratkilometer. Närmaste större samhälle är Selby, 6,1 km väster om Hemingbrough. Trakten runt Hemingbrough består till största delen av jordbruksmark.